# Еленовская волость (Славяносербский уезд)
Еле́новская во́лость — административно-территориальная единица Славяносербского уезда Екатеринославской губернии.
По состоянию на 1886 год состояла из 13 поселений, 14 сельских общин. Население — 3 419 человек (1 697 мужского пола и 1 722 — женского), 526 дворовых хозяйств.
|                       | Площадь, десятин | В том числе пахотной, дес. |
| --------------------- | ---------------- | -------------------------- |
| Сельских общин        | 4413             | 2111                       |
| Частной собственности | 12011            | 3455                       |
| Другой собственности  | 112              | 7                          |
| В целом               | 16536            | 5573                       |

Крупнейшие поселения волости:
- Еленовка («Раевка») — собственническое село при реке Лозовая в 50 верстах от уездного города, 417 человек, 63 двора, православная церковь, почтовое отделение, лавка, 2 ежегодных ярмарки. За 10 верст — постоялый двор. За 4 версты — железнодорожная станция Ломоватка.
- Анненское («Ломоватка») — собственническое село при реке Ломоватка, 415 человек, 64 двора, лавка.
- Комиссаровка («Голубовка») — собственническое село при реке Лозовая, 415 человек, 64 двора, лавка.
- Мануиловка — собственническое село при реке Лозовая, 281 человек, 41 двор, винокуренный завод.

По данным на 1908 год население выросло до 4 916 лиц (2 592 мужского пола и 2 324 — женского), 902 дворовых хозяйства.
По состоянию на 1916 год: волостной старшина — Плисов Георгий Петрович, волостной писарь — Овсяник Иван Дмитриевич, председатель волостного суда — Ткаченко Савелий Фёдорович, секретарь волостного суда — Седашев Иван Дмитриевич.